# Российский Инвестиционный Банк
ОАО «Керемет Банк» — коммерческий банк, предоставляющий полный спектр банковских услуг на территории Кыргызской Республики.

## История
Дата первичной регистрации Банка 20 декабря 2010 года - ОАО «Залкар Банк» учреждено на базе активов и обязательств ОАО «АзияУниверсалБанк» («АУБ»), которые были переданы новому Банку на основании решения учредителя и специального администратора «АУБ», Агентства по реорганизации банков и реструктуризации долгов ДЕБРА.
В 2013 году на основании решения 15-го заседания Межправительственной кыргызско-российской комиссии по торгово-экономическому, научно-техническому и гуманитарному сотрудничеству 90% акций государственного ОАО «Залкар Банк» были проданы российскому ОАО «ИТБ Холдинг», 10% акций остались у Правительства КР в лице Фонда по управлению государственным имуществом (ФУГИ). В июне 2013 года фирменное наименование ОАО «Залкар Банк» было изменено на ОАО «Российский Инвестиционный Банк» («Росинбанк»).
С октября 2018 года основным владельцем пакета акций ОАО «Росинбанк» становится Национальный банк Кыргызской Республики. В августе 2019 года решением общего собрания акционеров фирменное наименование ОАО «Росинбанк» было изменено на ОАО «Керемет Банк», в Министерстве юстиции Кыргызской Республики произведена процедура перерегистрации и выдано Свидетельство о государственной перерегистрации юридического лица серии ГПЮ №0037628 от 27 сентября 2019 года. В связи с изменением фирменного наименования 03 октября 2019 года в Национальном банке Кыргызской Республики была переоформлена Лицензия на право осуществление банковских операций в национальной и/или иностранной валюте - № 049. В настоящее время доля владения НБКР составляет 96,3 %, остальной пакет акций распределен между миноритарными владельцами.
С сентября 2019 года Банк продолжает работать на рынке Кыргызской Республики под новым брендом ОАО «Керемет Банк», став правопреемником прав, активов и обязательств ОАО «Росинбанк».

## Собственники и руководство
Правление Банка:
- Токтогул Рысбек - Председатель Правления
- Алыбаев Нарынбек Алыбаевич - заместитель Председателя Правления
- Биялиева Эркеайым Самарбековна - заместитель Председателя Правления
- Джаныбаева Эльмира Болотбековна - заместитель Председателя Правления
- Токтогожоева Гульмира Анарбековна - член Правления - главный бухгалтер

Совет Директоров:
- Душеналиев Сейтек Кубанычбекович - Председатель Совета директоров
- Аденова Мария Сафаровна  - член Совета директоров
- Атанова Гульсаара Тургумбаевна - член Совета директоров
- Бакас уулу Бахтыяр - член Совета директоров
- Сатымкулов Миррад Женишбекович - член Совета директоров

## Деятельность
ОАО «Керемет Банк» — коммерческий банк, который предоставляет полный спектр банковских услуг на территории Кыргызстана. Банк обслуживает как физических лиц, так и крупные компании, предприятия малого и среднего бизнеса, а также государственные организации. Банк предоставляет услуги во всех регионах Кыргызстана, располагая разветвленной сетью банковского оборудования, филиалов и сберегательных касс.